# Chadia Arab
Pour les articles homonymes, voir Arab.
Chadia Arab, née le 13 juillet 1977 à Angers, est une géographe franco-marocaine, chercheuse au CNRS et spécialiste des migrations internationales. Ses recherches portent sur  les migrations marocaines en Europe et dans les pays du Golfe.

## Biographie
Chadia Arab, née à Angers de parents marocains venus en France dans les années 1960, étudie à l’école élémentaire Jules Verne à la Roseraie. Elle fréquente le collège Jean Vilar et le lycée Chevrollier où elle passe un Bac ES. En 1996, elle débute une licence de géographie à Belle-Beille et obtient sa maîtrise à l'Université d'Angers avec la spécialité « géographie aménagement du territoire » en 2000. En 2001, elle obtient le diplôme d'études approfondies de l’université de Poitiers dans la spécialité « migrations internationales et relations inter-ethniques ». En 2007, elle soutient sa thèse sur les Aït Ayad en Europe,. Après avoir obtenu le concours du CNRS, elle est enseignante-chercheuse au sein du laboratoire ESO (Espaces et Sociétés) à l'Université d'Angers. Elle soutient son habilitation à diriger des recherches en 2021,. Elle est membre du comité de rédaction de Migrations Société, et co-directrice d'une collection aux Presses universitaires de Rennes.
De 2014 à 2020, elle est conseillère municipale à la mairie d'Angers,,.

## Travaux
Chadia Arab inscrit son travail sur les migrations dans la géographie sociale. Elle étudie les flux migratoires des populations avec une approche centrée sur le système et les rapports entre les territoires, les sociétés et les hommes. Elle concentre ses travaux sur les migrations internationales et, plus particulièrement, sur les Marocains et Marocaines en France, en Espagne,, et en Italie. En 2018, elle publie Dames de fraises, doigts de fée, résultat d’une enquête de plusieurs années dans le sud de l’Espagne, où elle accompagne sur le terrain l’évolution des saisonnières marocaines et les dysfonctionnements d'un système migratoire sexué, celui des « contrats en origines », un dispositif contre l’immigration clandestine lié à la cueillette des fraises,. « Dans les choix de recrutement, ils cherchent les plus marginalisées et les plus précaires parce que cela crée un lien de dépendance, à cause de ce besoin économique. Cela crée de la malléabilité, de la docilité et de la corvéabilité ».
Elle travaille également sur les Marocaines présentes dans les pays du Golfe comme les Émirats Arabes Unis pour déconstruire l’image de la prostituée qui colle à la Marocaine et dévoiler des parcours forts de femmes qualifiées qui luttent et résistent.
Elle étudie également la vulnérabilité de ces travailleuses face à la pandémie de Covid-19, ces femmes « invisibles » étant plus exposées au Covid-19 que les autres.
Chadia Arab analyse les inégalités à partir de l'étude des sociétés et des individus sur les espaces en choisissant le prisme du genre dans les migrations. Son approche intersectionnelle, lui permet de mettre en exergue la triple vulnérabilité des femmes liée à leur genre, leur origine sociale et leur nationalité,.

## Engagements associatifs
De 2009 à 2012, elle préside le réseau IDD (Immigration, Développement et Démocratie) et participe à l'élaboration de projets de développement au Maroc. Elle est aussi membre de la plateforme euro-marocaine « Migration, développement, citoyenneté, démocratie ».
À Angers, elle fait partie du groupe de travail « populations immigrées vieillissantes à la Roseraie » entre 2012 et 2014. Chadia Arab est aussi dans l’association Histoire et Mémoire de l’Immigration en Anjou où elle organise des conférences, des débats publics et elle aide à la mise en place d’un documentaire « C’est comme ça. Histoire d’Angevins venus d’ailleurs. 1960-1980 »,.
En 2019, elle devient vice-présidente du FORIM, le Forum des Organisations de Solidarité Internationale issues des Migrations, qui regroupe plus 700 associations (intervenant en Afrique subsaharienne, au Maghreb, en Asie du Sud-est, aux Caraïbes et dans l’Océan Indien ) où elle travaille sur des actions d’intégration en France et dans des actions de développement dans les pays d’origine.

## Vie politique
De 2014 à 2020 Chadia Arab est élue dans le parti d'opposition « Aimer Angers » à la mairie présidée par Christophe Béchu. Elle est alors conseillère municipale et conseillère communautaire à la communauté urbaine ALM (Angers Loire Métropole). Elle est aussi membre de la commission « Vie des quartiers », « Éducation », « Culture » et « Développement économique, enseignement supérieur et recherche ».

## Publications principales
- Chadia ARAB (2018) Dames de fraises, doigts de fée : les invisibles de la migration saisonnière marocaine en Espagne, Casablanca, Édition En toutes Lettres, 187 p.
  - traduit en espagnol et en italien[16].
- Chadia ARAB (2009) Les Aït Ayad : la circulation migratoire des marocains entre la France, l’Espagne et l’Italie, Presses universitaires de Rennes, 351 p.

### Articles
- Chadia Arab et Nasima Moujoud, « Le stigmate de « Marocaine » à Dubaï », Migrations Société, vol. N° 173, no 3,‎ 2018, p. 99 (ISSN 0995-7367 et 2551-9808, DOI 10.3917/migra.173.0099, lire en ligne, consulté le 28 octobre 2021)
- Chadia Arab, Marien Gouyon et Nasima Moujoud, « Migrations et enjeux migratoires au prisme des sexualités et du genre », Migrations Société, vol. N° 173, no 3,‎ 2018, p. 15 (ISSN 0995-7367 et 2551-9808, DOI 10.3917/migra.173.0015, lire en ligne, consulté le 28 octobre 2021)
- Chadia Arab, « Parcours et nouvelles routes migratoires en Méditerranée : le cas des migrations marocaines », Maghreb - Machrek, vol. 220, no 2,‎ 2014, p. 75 (ISSN 1762-3162 et 2271-6815, DOI 10.3917/machr.220.0075, lire en ligne, consulté le 28 octobre 2021)